# Équipe d'Argentine de football à la Copa América 1967
L'équipe d'Argentine de football participe à sa 26e Copa América lors de l'édition 1967 qui a eu lieu à Montevideo en Uruguay du 17 janvier au 2 février 1967.

## Résultats
Les six équipes participantes sont réunies au sein d'une poule unique où chaque formation rencontre une fois ses adversaires. À l'issue des rencontres, l'équipe classée première remporte la compétition.
|   | Équipe    | Pts | J | G | N | P | BP | BC | Diff |
| - | --------- | --- | - | - | - | - | -- | -- | ---- |
| 1 | Uruguay   | 9   | 5 | 4 | 1 | 0 | 13 | 2  | +11  |
| 2 | Argentine | 8   | 5 | 4 | 0 | 1 | 12 | 3  | +9   |
| 3 | Chili     | 6   | 5 | 2 | 2 | 1 | 8  | 6  | +2   |
| 4 | Paraguay  | 4   | 5 | 2 | 0 | 3 | 9  | 13 | -4   |
| 5 | Venezuela | 2   | 5 | 1 | 0 | 4 | 7  | 16 | -9   |
| 6 | Bolivie   | 1   | 5 | 0 | 1 | 4 | 0  | 9  | -9   |

| 18 janvier | Argentine | 4 | 1 | Paraguay  |
| 22 janvier | Argentine | 1 | 0 | Bolivie   |
| 25 janvier | Argentine | 5 | 1 | Venezuela |
| 28 janvier | Argentine | 2 | 0 | Chili     |
| 2 février  | Uruguay   | 1 | 0 | Argentine |

### Matchs
| 18 janvier 1967 | Argentine                                               | 4 – 1 | Paraguay | Stade Centenario (Montevideo)               |                                             |
| | Más 23e · Bernao 71e · Artime 73e · Albrecht 89e (pen.) | (1 - 0) | Mora 67e | Spectateurs : 12 000 Arbitrage : Mario Gasc | Spectateurs : 12 000 Arbitrage : Mario Gasc |
| Roma - Ovejero, Marzolini - Acevedo, Albrecht, Calics - Bernao, González ( 75e Sarnari), Artime, Rojas ( 75e Raffo), Más | Équipes                                                 | Núñez ( Villanueva) - Patiño, Bobadilla - S. Rojas, Insfrán ( R. González), Miranda - J. C. Rojas, Apocada, Valdez, A. González ( Del Puerto), Mora |          | Spectateurs : 12 000 Arbitrage : Mario Gasc | Spectateurs : 12 000 Arbitrage : Mario Gasc |

| 22 janvier 1967                                                                                           | Argentine  | 1 – 0                                                                                              | Bolivie | Stade Centenario (Montevideo)                      |                                                    |
| | Bernao 67e | (0 - 0)                                                                                            |         | Spectateurs : 6 000 Arbitrage : Eunápio de Queiroz | Spectateurs : 6 000 Arbitrage : Eunápio de Queiroz |
| Roma - Ovejero, Marzolini - Acevedo, Albrecht, Calics - Bernao, González, Artime, Rojas ( 65e Veira), Más | Équipes    | Issa - Palenque, Quiroga - Zabalaga, Agreda, Je. Herbas - Blacut, Vargas, García, López, Quinteros |         | Spectateurs : 6 000 Arbitrage : Eunápio de Queiroz | Spectateurs : 6 000 Arbitrage : Eunápio de Queiroz |

| 25 janvier 1967 | Argentine                                         | 5 – 1 | Venezuela   | Stade Centenario (Montevideo)              |                                            |
| | Artime 18e, 65e, 88e · Carone 26e · Marzolini 50e | (2 - 0) | Santana 72e | Spectateurs : 2 500 Arbitrage : Mario Gasc | Spectateurs : 2 500 Arbitrage : Mario Gasc |
| Roma - Ovejero ( 62e Viberti), Marzolini - Acevedo ( 66e Rosl), Albrecht, Calics - Bernao, González, Artime, Sarnari, Carone | Équipes                                           | Fasano ( Colmenares) - Mota, Elie, Zarzalejo, G. González, Naranjo - Tortolero ( P. González), Mendoza - Scovino ( Gala), Ravelo, Santana |             | Spectateurs : 2 500 Arbitrage : Mario Gasc | Spectateurs : 2 500 Arbitrage : Mario Gasc |

| 28 janvier 1967                                                                                               | Argentine                | 2 – 0 | Chili | Stade Centenario (Montevideo)                   |                                                 |
| | Sarnari 36e · Artime 80e | (1 - 0)                                                                                                  |       | Spectateurs : 14 000 Arbitrage : Isidro Ramírez | Spectateurs : 14 000 Arbitrage : Isidro Ramírez |
| Roma - Ovejero ( 55e Viberti), Marzolini - Acevedo, Albrecht, Calics - Bernao, González, Artime, Sarnari, Más | Équipes                  | Olivares - Adriazola, Cruz - Figueroa, Herrera, Hodge ( Moris) - Prieto, Araya, Marcos, Gallardo, Castro |       | Spectateurs : 14 000 Arbitrage : Isidro Ramírez | Spectateurs : 14 000 Arbitrage : Isidro Ramírez |

| 2 février 1967 | Uruguay   | 1 – 0 | Argentine | Stade Centenario (Montevideo)               |                                             |
| | Rocha 74e | (0 - 0) |           | Spectateurs : 65 000 Arbitrage : Mario Gasc | Spectateurs : 65 000 Arbitrage : Mario Gasc |
| Mazurkiewicz - Baeza, Varela - Cincunegui ( 82e Forlán), Paz, Mujica - Pérez, Oyarbide ( 46e Vera), Salvá ( 63e Techera), Rocha, Urruzmendi | Équipes   | Roma - Rattín, Marzolini - Acevedo, Albrecht, Calics - Bernao ( 75e Raffo), González, Artime, Sarnari ( 80e Rojas), Más ( 75e Carone) |           | Spectateurs : 65 000 Arbitrage : Mario Gasc | Spectateurs : 65 000 Arbitrage : Mario Gasc |

## Navigation